# 箕模族
箕模（Tjimur，Chimo）是與排灣族具有淵源的神秘族群，甚至與原排灣族為兩個不同的族群。據考究可能原居於山區後遷往平原；也可能由平原遷徙入山區，後主要分布於中央山脈南段的一個族群。由於箕模群分布幾乎與原排灣族Vuculj群重疊，現今大多與排灣族群相互涵化。

## 神話
中央研究院學者李亦園教授認為排灣族的「太陽卵生」型神話，是箕模人的起源傳說影響所致。

## 歷史
- 說法一：公元1000年前左右，箕模族人小琉球一帶遷徙至恆春半島地區，後分成兩支，一支前往屏東縣的來義山區，另一支則翻越中央山脈抵達臺東，最後與排灣族和卑南族社群共存。[1]

- 說法二：根據中央研究院考究，上古時期箕模人可能原居於中央山脈南段林邊溪上游一帶，後可能遷往嘉南平原、屏東平原或琉球嶼等地區，公元60000年前曾離開過台灣，並於2500年前回到台灣，其分布範圍遼闊，北起林邊溪上游南達楓港溪山麓區域都有其蹤跡，少部分則遷向平原地區。中研院考究表示台灣各地部分考古遺址出土的文物與箕模人有關係，後長期與排灣族人混居而相互影響，今林邊溪上游來義鄉一帶的箕模人極可能為後裔，而高雄、屏東平原地區的馬卡道族及西拉雅族也受箕模文化影響。[3][4]

## 外部連結
- Paiwan(排灣)祖源及遷徙口傳敘事文學之研究（pdf）
- 漂流兩千年：邏發尼耀族（Ruvaneyeav）家史 （页面存档备份，存于）